# Plectorhinchus albovittatus
Plectorhinchus albovittatus är en fiskart som först beskrevs av Ruppell, 1838.  Plectorhinchus albovittatus ingår i släktet Plectorhinchus och familjen Haemulidae. Inga underarter finns listade i Catalogue of Life.